# Parafia Najświętszej Maryi Panny w Wasiewiczach
Parafia Najświętszej Maryi Panny w Wasiewiczach – parafia rzymskokatolicka, administracyjnie należąca do archidiecezji wileńskiej, znajdująca się w dekanacie ignalińskim.

## Historia
Budowę kościoła rozpoczęto w 1918 roku, kiedy na te tereny przybył ksiądz Wacław Giedrys. W 1919 roku pod kierunkiem ks. Juozasa Erčiusa rozpoczęto budowę kościoła w Kozianach, gdzie znajdowała się tymczasowa kaplica. Budowa została jednak wstrzymana z powodu braku porozumienia z właścicielem gruntu.
Wieś Wasiewicze przeznaczyła pod kościół 5 ha ziemi, na której w 1921 roku ks. Juozas Erčius wybudował obecny kościół. Za działalność pro litewską ks. Erčius został w 1925 roku deportowany na Litwę. Po 1925 roku, gdy proboszczem był ks. Vincas Miškinis wybudowano plebanię. W 1931 roku arcybiskup wileński Romuald Jałbrzykowski zarządził odprawianie nabożeństw w języku polskim w co drugą niedzielę. W latach 1922–1936 przy parafii działał Oddział Towarzystwa Rytas, które w latach 1927–1932 prowadziło szkołę.